# خاوران (ترکیه)
خاوران (به ترکی استانبولی: Havran) شهری است در کشور ترکیه که در استان بالیکسیر واقع شده‌است. جمعیت این شهر بر اساس سرشماری سال ۲۰۰۸ میلادی ۱۰٬۷۱۳ نفر و بر اساس برآوردهای سال ۲۰۰۹ میلادی ۱۰٬۸۹۵ نفر می‌باشد.